# 홍성원
홍성원(洪盛原, 1937년 12월 26일 ~ 2008년 5월 1일)은 대한민국의 소설가이다.
고려대학교 영문학과를 중퇴하였다. 1964년 단편소설 〈빙점 지대〉가 《한국일보》 신춘문예에, 〈기관차와 송아지〉가 《세대》에, 장편소설 《Ｄ데이의 병촌》이 《동아일보》에 각각 당선되어 등단하고서 단편소설 〈타인의 광장〉,〈종합병원〉과 장편소설 《역조(逆潮)》,《육이오》를 발표하였다. 1985년에 제30회 현대문학상을, 1992년에 〈먼동〉으로 제4회 이산문학상을 받았다.
한편, 홍성원의 두 딸 홍진아와 홍자람은 방송작가로 활동하고 있다.

## 작품
<장편소설>
- 1967년 역조
- 1993년 낮과 밤의 경주, 잃어버린 출발, 막차로 온 손님들, 먼동
- 1993년 달과 칼
- 1996년 그러나
- 2000년 남과 북
- 2003년 마지막 우상

<단편집>
- 1980년 주말여행, 무서운 아이, 흔들리는 땅
- 1994년 즐거운 지옥, 폭군, 무사와 악사, 투명한 얼굴들

## 상훈
- 1977년 대한민국문학상 본상(대통령상)
- 1985년 제 30회 현대문학상
- 1992년 <먼동>으로 제4회 이산문학상